# Група армии „Северна Украйна“
Група армии „Северна Украйна“ (на немски: Heeresgruppe Nordukraine) е голямо войсково съединение на немския Вермахт по време на Втората световна война.
Създадена е на 1 април 1944 г., чрез преименуването на група армии „Юг“, направено заради разделянето на войските под командването на фелдмаршалите Валтер Модел и Ерих фон Манщайн.
През април формированието се състои от 1-ва и 4-та танкова армия. През лятото на 1944 г., група „Северна Украйна“ се сражава с Първи украински фронт на Червената армия, по време на Лвов-Сандомирската операция (13 юли - 29 август). През август 4-та танкова армия и 17-а армия на Вермахта водят отбранителни боеве в Галиция, между Карпатите и Припятските блата. Малко след това, през септември, групата е преименувана на група армии „А“.